# PSR B1257+12D
PSR B1257+12D (catalogato, secondo le convenzioni della nomenclatura planetaria, anche come PSR B1257+12 e) era un oggetto extrasolare che si ipotizzava orbitare attorno alla pulsar PSR B1257+12, situata nella costellazione della Vergine a 980 anni luce di distanza dalla Terra. Si era pensato che potesse trattarsi di un grosso asteroide o di una cometa situata a una distanza media dalla stella pari a 2,6 UA, con un periodo orbitale di circa 3,5 anni.
Le perturbazioni causate dal corpo furono imputate inizialmente a un gigante gassoso di massa paragonabile a Saturno (100 masse terrestri), orbitante a una distanza media dalla pulsar di 40 UA; tuttavia, la scoperta non fu accertata e, in seguito, ritirata. Si riteneva pertanto che le perturbazioni fossero originate da un corpo celeste di massa paragonabile a un asteroide o a una cometa.
Sarebbe stato il primo esempio di tali oggetti scoperti in un sistema planetario esterno al sistema solare, tuttavia, successivi studi hanno suggerito che le anomalie delle pulsazioni non periodiche che rivelavano un quarto corpo orbitante si potevano attribuire a lenti cambiamenti nella misura della dispersione della pulsar stessa.